# Athlithericles concordiae
Athlithericles concordiae är en insektsart som beskrevs av Marius Descamps 1977. Athlithericles concordiae ingår i släktet Athlithericles och familjen Thericleidae. Inga underarter finns listade i Catalogue of Life.